# Genworth Financial
Genworth Financial — страховая компания США, специализируется на ипотечном страховании и страховании жизни. Основана в 1871 году, штаб-квартира в городе Ричмонд, штат Виргиния. Помимо США работает также в Австралии.

## История
Компания была основана в 1871 году под названием Life Insurance Company of Virginia (Компания страхования жизни Виргинии). В 1986 году она была куплена другой страховой компанией, Combined Insurance, вскоре изменившей название на AON Corporation. В 1995 году GE Capital, финансовое подразделение General Electric, приобрело у AON большую часть бизнеса по страхованию жизни, включая Life Insurance Company of Virginia. В 2004 году она вместе с несколькими другими страховыми компаниями в составе GE Capital была выделена в самостоятельную компанию Genworth Financial. С 1980 года важным направлением деятельности стало ипотечное страхование, помимо США таким видом страхования с 1997 года занимается в Австралии (канадский филиал был продан в 2019 году). В 2016 году было достигнуто соглашение о слиянии Genworth Financial со страховой дочерней структурой китайской группы China Oceanwide Holdings Group, но позже завершение сделки было отложено, а в апреле 2021 года она была расторгнута.

## Деятельность
Основные подразделения компании:
- Ипотечное страхование в США — выручка в 2020 году составила 1,11 млрд долларов.
- Ипотечное страхование в Австралии — выручка 373 млн.
- Страхование жизни в США — выручка 6,85 млрд долларов.

Из выручки 8,66 млрд долларов в 2020 году страховые премии (плата за страховые полисы) составили 4,11 млрд долларов, 3,26 млрд составил инвестиционный доход. Страховые выплаты за 2020 год составили 5,39 млрд. Инвестиции составили 77 млрд долларов.
В списке крупнейших публичных компаний мира Forbes Global 2000 за 2021 год компания заняла 1238-е место, в том числе 1163-е по размеру выручки, 416-е по активам. В списке Fortune 500 компания заняла 348-е место.